# Rauhenzell

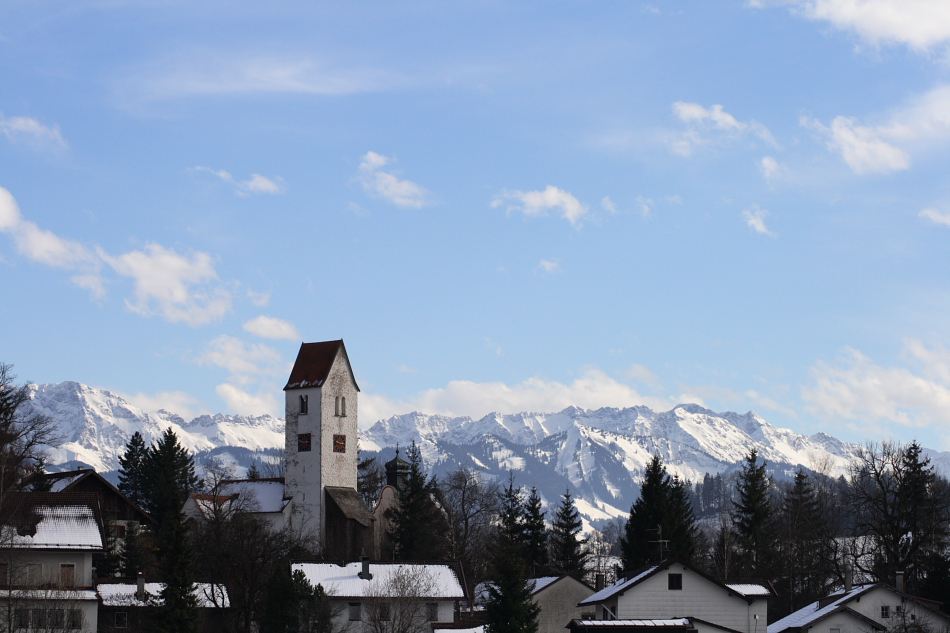
Blick auf Rauhenzell

Rauhenzell ist eine Gemarkung in Immenstadt im Allgäu im Landkreis Oberallgäu. Die ehemals selbstständige Gemeinde wurde im Rahmen der Gemeindegebietsreform am 1. Januar 1972 nach Immenstadt eingegliedert.

## Geographie

### Lage

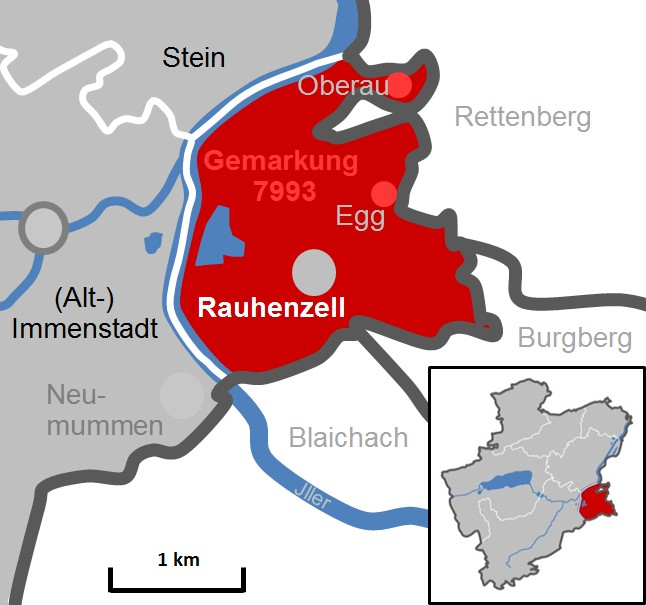
Immenstadt Gemarkung 7993 Rauhenzell

Die mit 3,25 km² kleinste Gemarkung in Immenstadt wird im Südwesten zur Gemeinde Blaichach, im Westen zur Gemarkung Immenstadt und im Norden zur Gemarkung Stein durch die Iller begrenzt. Im Südosten bildet der Rossbach die Grenze zur Gemeinde Burgberg und im Osten das Großmoos und die Erhebung Schloßbühl zur Gemeinde Rettenberg.
Der höchste Punkt der Gemarkung ist im Naturdenkmal Im Buchwald mit 788 m ü. NN und der tiefste Punkt mit etwa 710 m im 8,1 ha großen künstlichen Rauhenzeller See zu finden.
In früheren Zeiten, noch bis 1809 reichte der Westen der Gemeinde Rauhenzell bis zum Hochrainebach über den Auwald weitere 500 m in die Gemarkung Immenstadt hinein.

### Ortsteile
Zur ehemaligen Gemeinde Rauhenzell gehörten die Ortsteile
- Rauhenzell
- Egg
- Oberau

## Geschichte

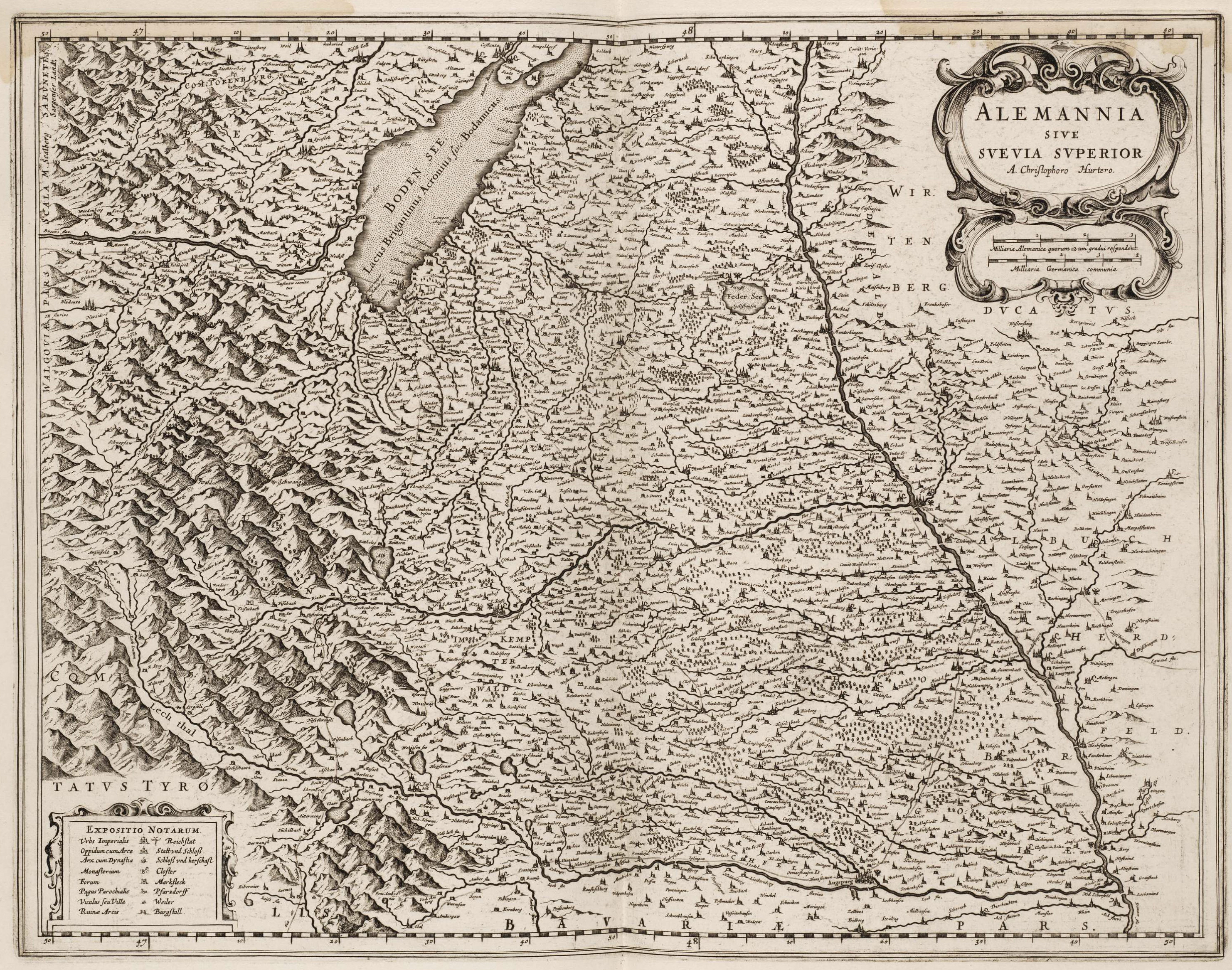
Hurter Karte 1645

In einer Urkunde des Klosters St. Gallen vom 23. September 860 schenkte Willihere dem Abt Grimaldus eine Hufe im Wald nahe Werimbretiscella. Der Urkundenforscher Neugart hält es für möglich, dass mit Werimbretiscella der spätere Ort Rauhenzell benannt wurde. Die Nähe zum Kloster St. Gallen zeigt sich auch dadurch, dass die Pfarrkirche dem Heiligen Otmar geweiht wurde. Zudem ist noch auf der Hurter-Karte von 1645 Rauhenzell westlich der Iller und somit wie St. Gallen wohl dem Hochstift Konstanz zugehörig.
Die politische Gemeinde Rauhenzell mit den Einöden Egg und Oberau wurde 1833 gebildet. Bis dahin gehörten die drei Siedlungen zur politischen Gemeinde Untermaiselstein. Die Geschichte von Rauhenzell ist verbunden mit der Herrschaft Rauhlaubenberg und ihrer Nachfolgerin, der Herrschaft Rauhenzell der Herren von Pappus-Trazberg.

## Schloss Rauhenzell

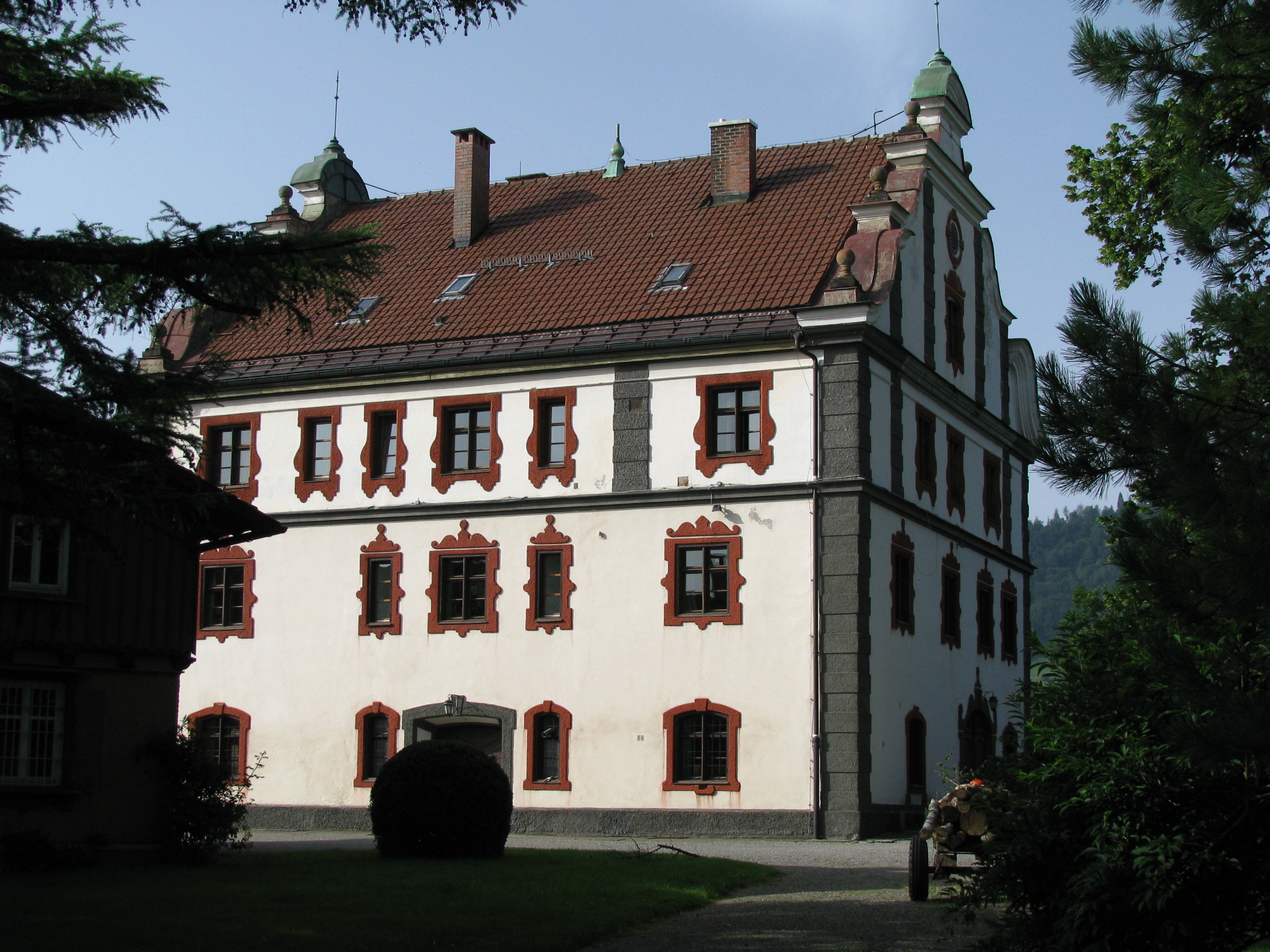
Schloss Rauhenzell

Schloss Rauhenzell wurde im Jahr 1555 von den Herren von Laubenberg als dreigeschossiger Rechteckbau errichtet. 1647 stirbt die männliche Linie der Laubenberger aus und die Herrschaft Rauhenzell fällt an das Haus Pappus-Trazberg, dessen Angehöriger Johann Andreas II. später vom Kaiser in den Reichsfreiherrenstand erhoben wird.
Im Jahr 1878 wird die Fassade des Schlosses in barockem Stil umgestaltet. Der übrige Charakter der Spätrenaissance bleibt erhalten. 1934 stirbt Reichsfreiherr Eckart von Pappus und Trazberg als letzter männlicher Nachfahre seines Geschlechtes. Heute ist das Schloss in Besitz der Freiherren von Lerchenfeld. Es ist bewohnt und kann nicht besichtigt werden.
Rauhenzell mit dem Schloss war Schauplatz der von Alfred Weitnauer betriebenen Rettungsaktionen für wertvolle Deutsche Kulturgüter während des Zweiten Weltkrieges. In seinem Buch Schlußbilanz erzählt er darin in diesem Zusammenhang mit dem ihm eigenen Humor von einem „Begräbnis mit nur wenig Leidtragenden“ auf dem Dorffriedhof von Rauhenzell. Wertvollste Bestände des Hessischen Landesmuseums Darmstadt, die zuvor ins Schloss Rauhenzell verlagert worden waren, wurden bei dieser Aktion vor heranrückenden französischen Truppen in Sicherheit gebracht.

## Pfarrei Rauhenzell

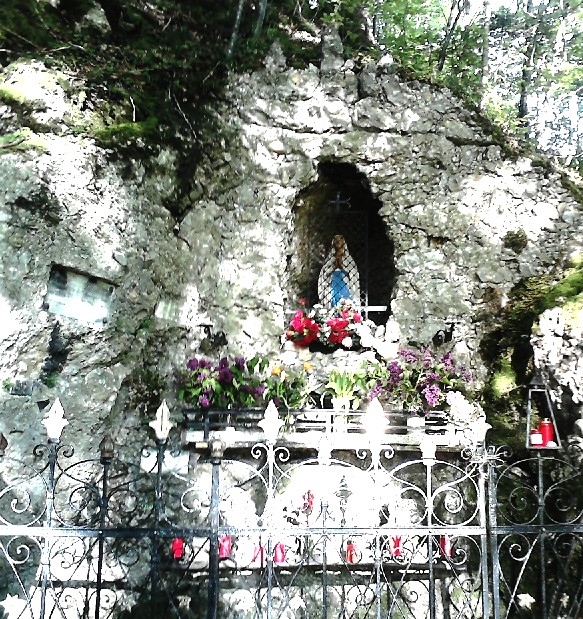
Mariengrotte Egg

Die Pfarrei Rauhenzell gehört zur 1999 gegründeten Pfarreiengemeinschaft Immenstadt-Bühl-Rauhenzell im Dekanat Sonthofen des Bistums Augsburg. Sie wird betreut von den Geistlichen aus Immenstadt, hat allerdings einen eigenen Pfarrgemeinderat.
- Pfarrkirche St. Otmar und St. Vitus: Die Mauern des Kirchenschiffs und der Turm stammen aus dem 13. Jahrhundert. Der Chor dürfte im 15. Jahrhundert erweitert worden sein. Die Figur Muttergottes ist ein Werk des 15. Jahrhunderts. Die Malereien mit Tierkreiszeichen auf der Täfeldecke wurden 1983 bei der Restaurierung freigelegt. Das Patrozinium wird am 16. November gefeiert (St. Otmar).
- Kapelle Maria Eich: Die kleine Kapelle, unterhalb des Friedhofs an der Straße gelegen, geht auf eine Stiftung der Antonia Pappus von Tratzberg im 18. Jahrhundert zurück. Sie war einst Zufluchtsstätte von Müttern kranker Kinder.
- Grabkapelle: Gruftkapelle der Freiherren von Pappus-Tratzberg und der Freiherren von Lerchenfeld.
- Lourdes-Grotte: Die Mariengrotte im Buchwald bei Egg wurde von Freiherrn von Pappus-Tratzberg zum Andenken an ihre Familie 1894 gestiftet.

## Baudenkmäler
→ Baudenkmäler in Rauhenzell